# Lipie (Sadek)
Lipie – część wsi Sadek w Polsce, położona w województwie małopolskim, w powiecie limanowskim, w gminie Jodłownik.